# Owen Wijndal
Owen Wijndal (Zaandam, 28 novembre 1999) è un calciatore olandese, difensore dell'Ajax.

## Caratteristiche tecniche
È un terzino sinistro veloce molto abile nel fornire assist. Nonostante sia alto solo 176 centimetri, dispone di un fisico massiccio che gli consente di prendere posizione con facilità e di vincere numerosi contrasti. Si distingue anche per il temperamento con cui scende in campo.

## Carriera

### Club
Cresciuto nelle giovanili dell'AZ Alkmaar, ha esordito il 4 febbraio 2017 in occasione del match perso 4-2 contro il PSV. Con il passare del tempo diventa un punto fermo della squadra di Alkmaar.
Il 12 luglio 2022 viene acquistato dall'Ajax per una cifra di 10 milioni di euro, firmando un contratto fino al 30 giugno 2027.

### Nazionale
Dopo aver fatto la trafila nelle selezioni giovanili, Wijndal debutta nella Nazionale maggiore il 7 ottobre 2020 nell’amichevole persa contro il Messico.
Il 26 maggio 2021 viene inserito nella lista definitiva dei convocati per gli europei collezionando 2 presenze.

## Statistiche

### Presenze e reti nei club
Statistiche aggiornate al 7 novembre 2024.
| Stagione               | Squadra                | Campionato             | Campionato | Campionato | Coppe nazionali | Coppe nazionali | Coppe nazionali | Coppe continentali | Coppe continentali | Coppe continentali | Altre coppe | Altre coppe | Altre coppe | Totale | Totale | Totale |
| Stagione               | Squadra                | Comp                   | Pres       | Reti       | Comp            | Pres            | Reti            | Comp               | Pres               | Reti               | Comp        | Pres        | Reti        | Pres   | Reti   |        |
| ---------------------- | ---------------------- | ---------------------- | ---------- | ---------- | --------------- | --------------- | --------------- | ------------------ | ------------------ | ------------------ | ----------- | ----------- | ----------- | ------ | ------ | ------ |
| 2016-2017              | Jong AZ Alkmaar        | TD                     | 24         | 0          | -               | -               | -               | -                  | -                  | -                  | -           | -           | -           | 24     | 0      |        |
| 2017-2018              | Jong AZ Alkmaar        | EED                    | 16         | 2          | -               | -               | -               | -                  | -                  | -                  | -           | -           | -           | 16     | 2      |        |
| 2018-2019              | Jong AZ Alkmaar        | EED                    | 19         | 0          | -               | -               | -               | -                  | -                  | -                  | -           | -           | -           | 19     | 0      |        |
| Totale Jong AZ Alkmaar | Totale Jong AZ Alkmaar | Totale Jong AZ Alkmaar | 59         | 2          |                 | -               | -               |                    | -                  | -                  |             | -           | -           | 59     | 2      |        |
| 2016-2017              | AZ Alkmaar             | ED                     | 1          | 0          | CO              | 0               | 0               | -                  | -                  | -                  | -           | -           | -           | 1      | 0      |        |
| 2017-2018              | AZ Alkmaar             | ED                     | 7          | 0          | CO              | 0               | 0               | -                  | -                  | -                  | -           | -           | -           | 7      | 0      |        |
| 2018-2019              | AZ Alkmaar             | ED                     | 8          | 0          | CO              | 2               | 0               | UEL                | 0                  | 0                  | -           | -           | -           | 10     | 0      |        |
| 2019-2020              | AZ Alkmaar             | ED                     | 24         | 1          | CO              | 1               | 0               | UEL                | 14                 | 0                  | -           | -           | -           | 39     | 1      |        |
| 2020-2021              | AZ Alkmaar             | ED                     | 34         | 1          | CO              | 1               | 0               | UCL+UEL            | 2+6                | 0+1                | -           | -           | -           | 43     | 2      |        |
| 2021-2022              | AZ Alkmaar             | ED                     | 31         | 1          | CO              | 4               | 0               | UECL               | 8                  | 0                  | -           | -           | -           | 43     | 1      |        |
| Totale AZ Alkmaar      | Totale AZ Alkmaar      | Totale AZ Alkmaar      | 105        | 3          |                 | 8               | 0               |                    | 30                 | 1                  |             | -           | -           | 143    | 4      |        |
| 2022-2023              | Ajax                   | ED                     | 20         | 0          | CO              | 4               | 0               | UCL+UEL            | 2+1                | 0+0                | SO          | 1           | 0           | 28     | 0      |        |
| ago.-set. 2023         | Ajax                   | ED                     | 2          | 0          | CO              | -               | -               | UEL                | 2                  | 0                  | -           | -           | -           | 4      | 0      |        |
| set. 2023-2024         | Anversa                | PL                     | 20+9       | 1          | CB              | 5               | 0               | UCL                | 6                  | 0                  | SB          | -           | -           | 40     | 1      |        |
| 2024-2025              | Ajax                   | ED                     | 2          | 0          | CO              | -               | -               | UEL                | 2                  | 0                  | -           | -           | -           | 4      | 0      |        |
| Totale Ajax            | Totale Ajax            | Totale Ajax            | 24         | 0          |                 | 4               | 0               |                    | 7                  | 0                  |             | 1           | 0           | 36     | 0      |        |
| Totale carriera        | Totale carriera        | Totale carriera        | 208+9      | 6          |                 | 17              | 0               |                    | 43                 | 1                  |             | 1           | 0           | 278    | 7      |        |

### Cronologia presenze e reti in nazionale
| Cronologia completa delle presenze e delle reti in nazionale ― Paesi Bassi | Cronologia completa delle presenze e delle reti in nazionale ― Paesi Bassi | Cronologia completa delle presenze e delle reti in nazionale ― Paesi Bassi | Cronologia completa delle presenze e delle reti in nazionale ― Paesi Bassi | Cronologia completa delle presenze e delle reti in nazionale ― Paesi Bassi | Cronologia completa delle presenze e delle reti in nazionale ― Paesi Bassi | Cronologia completa delle presenze e delle reti in nazionale ― Paesi Bassi | Cronologia completa delle presenze e delle reti in nazionale ― Paesi Bassi |
| Data                                                                       | Città                                                                      | In casa                                                                    | Risultato                                                                  | Ospiti                                                                     | Competizione                                                               | Reti                                                                       | Note                                                                       |
| -------------------------------------------------------------------------- | -------------------------------------------------------------------------- | -------------------------------------------------------------------------- | -------------------------------------------------------------------------- | -------------------------------------------------------------------------- | -------------------------------------------------------------------------- | -------------------------------------------------------------------------- | -------------------------------------------------------------------------- |
| 7-10-2020                                                                  | Amsterdam                                                                  | Paesi Bassi                                                                | 0 – 1                                                                      | Messico                                                                    | Amichevole                                                                 | −                                                                          |                                                                            |
| 11-11-2020                                                                 | Amsterdam                                                                  | Paesi Bassi                                                                | 1 – 1                                                                      | Spagna                                                                     | Amichevole                                                                 | -                                                                          |                                                                            |
| 15-11-2020                                                                 | Amsterdam                                                                  | Paesi Bassi                                                                | 3 – 1                                                                      | Bosnia ed Erzegovina                                                       | UEFA Nations League 2020-2021 - 1º turno                                   | -                                                                          | 79’                                                                        |
| 18-11-2020                                                                 | Chorzów                                                                    | Polonia                                                                    | 1 – 2                                                                      | Paesi Bassi                                                                | UEFA Nations League 2020-2021 - 1º turno                                   | -                                                                          | 70’                                                                        |
| 24-3-2021                                                                  | Istanbul                                                                   | Turchia                                                                    | 4 – 2                                                                      | Paesi Bassi                                                                | Qual. Mondiali 2022                                                        | -                                                                          | 82’                                                                        |
| 27-3-2021                                                                  | Amsterdam                                                                  | Paesi Bassi                                                                | 2 – 0                                                                      | Lettonia                                                                   | Qual. Mondiali 2022                                                        | -                                                                          |                                                                            |
| 30-3-2021                                                                  | Gibilterra                                                                 | Gibilterra                                                                 | 0 – 7                                                                      | Paesi Bassi                                                                | Qual. Mondiali 2022                                                        | -                                                                          |                                                                            |
| 2-6-2021                                                                   | Faro                                                                       | Paesi Bassi                                                                | 2 – 2                                                                      | Scozia                                                                     | Amichevole                                                                 | -                                                                          | 69’                                                                        |
| 6-6-2021                                                                   | Enschede                                                                   | Paesi Bassi                                                                | 3 – 0                                                                      | Georgia                                                                    | Amichevole                                                                 | -                                                                          | 73’                                                                        |
| 13-6-2021                                                                  | Amsterdam                                                                  | Paesi Bassi                                                                | 3 – 2                                                                      | Ucraina                                                                    | Euro 2020 - 1º turno                                                       | -                                                                          | 64’                                                                        |
| 17-6-2021                                                                  | Amsterdam                                                                  | Paesi Bassi                                                                | 2 – 0                                                                      | Austria                                                                    | Euro 2020 - 1º turno                                                       | -                                                                          | 65’                                                                        |
| Totale                                                                     |                                                                            | Presenze                                                                   | 11                                                                         |                                                                            | Reti                                                                       | 0                                                                          |                                                                            |